# Didier Six
Didier Six (ur. 21 sierpnia 1954 roku w Lille), były francuski piłkarz występujący na pozycji napastnika. Z reprezentacją Francji, w której barwach wystąpił 52 razy, zdobył w 1984 roku mistrzostwo Europy.

## Sukcesy piłkarskie
W reprezentacji Francji od 1976 do 1984 roku rozegrał 52 mecze i strzelił 13 bramek – mistrzostwo Europy 1984, IV miejsce na mistrzostwach świata 1982 oraz start w Mundialu 1978.